# Дальміне
Дальміне (італ. Dalmine) — муніципалітет в Італії, у регіоні Ломбардія,  провінція Бергамо.
Дальміне розташоване на відстані близько 480 км на північний захід від Рима, 38 км на північний схід від Мілана, 8 км на південний захід від Бергамо.
Населення — 23 304 особи (2014).
Щорічний фестиваль відбувається 19 березня. Покровитель — San Giuseppe.

## Демографія
Населення за роками:

Станом на 1 січня 2023 року в муніципалітеті офіційно проживав 2291 іноземець з 91 країни, серед них 474 громадяни країн Євросоюзу та 90 громадян України.

## Сусідні муніципалітети
- Бонате-Сотто
- Філаго
- Лалліо
- Левате
- Озіо-Сопра
- Стеццано
- Тревіоло